# Santiago Machuca
Santiago M. Machuca Baez (ur. 21 lutego 1929 w Guaynabo, zm. 26 sierpnia 2024) – portorykański strzelec, olimpijczyk. 
Brał udział w Letnich Igrzyskach Olimpijskich 1972 (Monachium). Startował w jednej konkurencji, w której zajął 48. miejsce.

## Wyniki olimpijskie
| Igrzyska | Konkurencja            | Wynik                          | Miejsce |
| -------- | ---------------------- | ------------------------------ | ------- |
| IO 1972  | Pistolet dowolny, 50 m | 533 punkty (91-88-91-84-92-87) | 48.     |